# Sergi Darder
Sergi Darder Moll (Artá, Baleares, 22 de diciembre de 1993) es un futbolista español que juega como centrocampista en el R. C. D. Mallorca de la Primera División de España.

## Trayectoria
Tras jugar en el club Artá y pasar por el Manacor, firmó por las categorías inferiores del R. C. D. Espanyol en julio de 2007.
En el año 2012 firmó por el Atlético Malagueño. Al año siguiente realiza la pretemporada y sube al primer equipo, el Málaga C. F., en la pretemporada de la campaña 2013-14, debutando en Primera División y convirtiéndose en titular habitual. En la temporada 2015-16 comenzó la competición en el Málaga C. F., pero fue traspasado antes de disputar la segunda jornada al Olympique de Lyon francés.
En la temporada 2017-18 fue traspasado al R. C. D. Espanyol, equipo en el que se había formado. Estuvo un total de seis años, en los que disputó 245 partidos, y en el último de ellos fue el primer capitán.
El 11 de agosto de 2023 fue traspasado al R. C. D. Mallorca y firmó un contrato hasta junio de 2028. En su primer año en el club marcó el lanzamiento de penalti en las semifinales de la Copa del Rey ante la Real Sociedad que los clasificaba para la final y el gol que sirvió para conseguir un empate ante la U. D. Almería y certificar así la permanencia en Primera División.

## Estadísticas

### Clubes
Actualizado al último partido disputado el 24 de mayo de 2025.
| Club                           | Div.          | Temporada     | Liga  | Liga  | Copas nacionales | Copas nacionales | Copas internacionales | Copas internacionales | Total | Total |
| Club                           | Div.          | Temporada     | Part. | Goles | Part.            | Goles            | Part.                 | Goles                 | Part. | Goles |
| ------------------------------ | ------------- | ------------- | ----- | ----- | ---------------- | ---------------- | --------------------- | --------------------- | ----- | ----- |
| R. C. D. Espanyol "B" · España | 3.ª           | 2011-12       | 36    | 2     | ―                | ―                | ―                     | ―                     | 36    | 2     |
| R. C. D. Espanyol "B" · España | Total club    | Total club    | 36    | 2     | 0                | 0                | 0                     | 0                     | 36    | 2     |
| Atlético Malagueño · España    | 3.ª           | 2012-13       | 37    | 1     | ―                | ―                | ―                     | ―                     | 37    | 1     |
| Atlético Malagueño · España    | Total club    | Total club    | 37    | 1     | 0                | 0                | 0                     | 0                     | 37    | 1     |
| Málaga C. F. · España          | 1.ª           | 2013-14       | 29    | 2     | 1                | 0                | ―                     | ―                     | 30    | 2     |
| Málaga C. F. · España          | 1.ª           | 2014-15       | 34    | 4     | 2                | 0                | ―                     | ―                     | 36    | 4     |
| Málaga C. F. · España          | 1.ª           | 2015-16       | 1     | 0     | ―                | ―                | ―                     | ―                     | 1     | 0     |
| Málaga C. F. · España          | Total club    | Total club    | 64    | 6     | 3                | 0                | 0                     | 0                     | 67    | 6     |
| Olympique de Lyon Francia      | 1.ª           | 2015-16       | 26    | 2     | 5                | 1                | 4                     | 0                     | 35    | 3     |
| Olympique de Lyon Francia      | 1.ª           | 2016-17       | 23    | 1     | 4                | 0                | 8                     | 1                     | 35    | 2     |
| Olympique de Lyon Francia      | 1.ª           | 2017-18       | 3     | 0     | ―                | ―                | ―                     | ―                     | 3     | 0     |
| Olympique de Lyon Francia      | Total club    | Total club    | 52    | 3     | 9                | 1                | 12                    | 1                     | 73    | 5     |
| R. C. D. Espanyol · España     | 1.ª           | 2017-18       | 35    | 1     | 5                | 0                | ―                     | ―                     | 40    | 1     |
| R. C. D. Espanyol · España     | 1.ª           | 2018-19       | 34    | 4     | 6                | 1                | ―                     | ―                     | 40    | 5     |
| R. C. D. Espanyol · España     | 1.ª           | 2019-20       | 36    | 2     | 0                | 0                | 8                     | 1                     | 44    | 3     |
| R. C. D. Espanyol · España     | 2.ª           | 2020-21       | 40    | 6     | 1                | 0                | ―                     | ―                     | 41    | 6     |
| R. C. D. Espanyol · España     | 1.ª           | 2021-22       | 36    | 3     | 3                | 0                | ―                     | ―                     | 39    | 3     |
| R. C. D. Espanyol · España     | 1.ª           | 2022-23       | 38    | 6     | 3                | 1                | ―                     | ―                     | 41    | 7     |
| R. C. D. Espanyol · España     | Total club    | Total club    | 219   | 22    | 18               | 2                | 8                     | 1                     | 245   | 25    |
| R. C. D. Mallorca · España     | 1.ª           | 2023-24       | 36    | 2     | 5                | 0                | ―                     | ―                     | 41    | 2     |
| R. C. D. Mallorca · España     | 1.ª           | 2024-25       | 38    | 2     | 2                | 0                | ―                     | ―                     | 40    | 2     |
| R. C. D. Mallorca · España     | Total club    | Total club    | 74    | 4     | 7                | 0                | 0                     | 0                     | 81    | 4     |
| Total carrera                  | Total carrera | Total carrera | 482   | 38    | 37               | 3                | 20                    | 2                     | 539   | 43    |
| 1. 2.                          |               |               |       |       |                  |                  |                       |                       |       |       |

## Palmarés

### Títulos nacionales
| Título                     | Club              | País   | Año  |
| -------------------------- | ----------------- | ------ | ---- |
| Segunda División de España | R. C. D. Espanyol | España | 2021 |

### Distinciones individuales
| Distinción                              | Año  |
| --------------------------------------- | ---- |
| Once de Oro de la Liga por Fútbol Draft | 2014 |